# Plethodontohyla guentheri
Espèce
Statut de conservation UICN

 EN  : En danger
Plethodontohyla guentheri est une espèce d'amphibiens de la famille des Microhylidae.

## Répartition
Cette espèce est endémique de Madagascar. Elle se rencontre dans le parc national de Marojejy et dans la réserve spéciale d'Anjanaharibe-Sud.

## Description
Plethodontohyla guentheri mesure environ 33 mm. Son dos est vert clair et présente deux lignes brunes convergentes d'environ 6 mm de longueur dans sa partie antérieure, ainsi que deux autres lignes de longueur équivalente mais parallèles et s'étendant jusqu'à l'aine. Ce motif est complété par de petites lignes plus ou moins apparentes et de petites taches noires. Son abdomen est grisâtre ; sa gorge et la partie antérieure de son poitrail présentent des marbrures brunes et blanches.

## Étymologie
Son nom d'espèce, guentheri, lui a été donné en référence à Rainer Günther, herpétologiste allemand, en reconnaissance de son importante contribution à l'herpétologie et de l'aide qu'il a apporté aux auteurs dans leurs recherches sur les amphibiens malgaches pendant les quinze dernières années (Glaw et Vences, 2007).

## Publication originale
- Glaw & Vences, 2007 : Plethodontohyla guentheri, a new montane microhylid frog species from northeastern Madagascar. Mitteilungen aus dem Museum für Naturkunde in Berlin - Zoologische Reihe, suppl. 83, p. 33-39 (texte intégral).